# نورمان بيرنبوم
نورمان بيرنبوم (بالإنجليزية: Norman Birnbaum)‏ هو مؤلف وكاتب أمريكي، ولد في 21 يوليو 1926 في نيويورك في الولايات المتحدة، وتوفي في 4 يناير 2019.